# Buethwiller
Buethwiller (deutsch Bütweiler) ist eine französische Gemeinde mit 244 Einwohnern (Stand 1. Januar 2022) im Département Haut-Rhin in der Region Grand Est (bis 2015 Elsass). Sie gehört zum Kanton Masevaux-Niederbruck und ist Mitglied des Gemeindeverbandes Sud Alsace Largue.

## Geografie
Buethwiller liegt im Sundgau, vier Kilometer nordöstlich von Dannemarie, 17 Kilometer südwestlich von Cernay und 18 Kilometer südwestlich von Mülhausen, zwischen den Nachbargemeinden Balschwiller im Norden und Hagenbach im Süden. Die Largue fließt durch das Gemeindegebiet und der Rhein-Rhône-Kanal verläuft an dessen südlicher Grenze.

## Geschichte

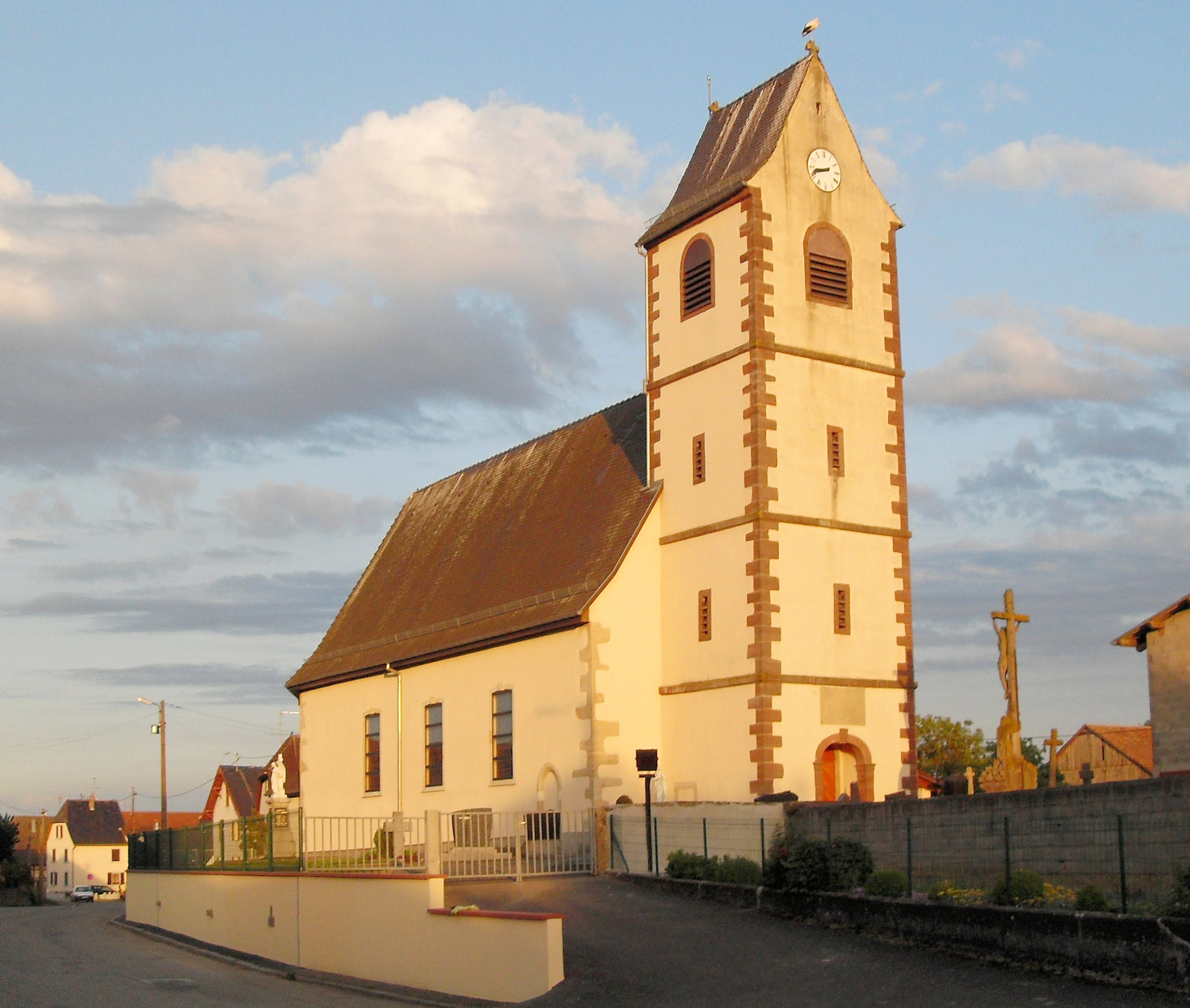
Kirche Saint-Étienne

Der Ortsname ist zusammengesetzt aus dem germanischen Namen Buodo und dem lateinischen Wort villare, was Weiler heißt und wiederum von villa abgeleitet ist. Buethwiller wurde als Botwilr 1302 erstmals urkundlich erwähnt und taucht 1420 als Buotwiler auf. Er bedeutet also „Weiler des Buodo“.
Bütweiler war ein alter Dinghof der Priorei Saint-Morand in Altkirch, die den Dinghof der Familie Hagenbach, Herren des gleichnamigen Ortes als Lehen übergab. Die Ortschaft Bütweiler gehörte zur Grafschaft Pfirt (Herrschaft Thann) und kam 1324 durch die Heirat der  Johanna von Pfirt mit Herzog Albrecht II. von Österreich an Habsburg. Im Westfälischen Frieden 1648 ging der Ort mit dem gesamten habsburgischen Besitz im Elsass an die französische Krone. Von 1871 bis zum Ende des Ersten Weltkriegs (1914–1918) gehörte Bütweiler als Teil des Reichslandes Elsaß-Lothringen zum Deutschen Reich und war dem Kreis Altkirch im Bezirk Oberelsaß zugeordnet. Im Ersten Weltkrieg wurde Bütweiler bombardiert.
1793 erhielt Buettwiller  im Zuge der Französischen Revolution den Status einer Gemeinde und 1801 das Recht auf kommunale Selbstverwaltung.
Südlich des Dorfes stand einst  eine im Besitz der Herren von Hagenbach befindliche Wasserburg, die 1520 letztmals erwähnt wird und von der heute keine Spuren mehr vorhanden sind. 

## Bauwerke
Chor und Schiff der Stefans-Kirche (Saint-Étienne) wurden 1736 erbaut. Der Glockenturm (Typ Westturm mit Vorhalle) wurde 1759 hinzugefügt. Vom Vorgängerbau zwei vermauerte Türöffnungen am Schiff, eine profilierte Rundbogentüre und eine Türe mit Kragsturzbogen, beide aus der Zeit um 1600. Der Friedhof wurde 1728 eingerichtet. 
Eine ganze Anzahl gut erhaltener Fachwerkbauten aus dem 18. und 19. Jahrhundert in Stockwerkbauweise. In der altertümlichen Ständerbauweise die Häuser Nr. 29, 38 und 45 an der Rue Principale aus dem 17. Jahrhundert.     
Die historische Ölpresse stammt ursprünglich aus Hirsingue.

## Bevölkerungsentwicklung
| Jahr      | 1910 | 1962 | 1968 | 1975 | 1982 | 1990 | 1999 | 2006 | 2014 |
| Einwohner | 217  | 174  | 184  | 201  | 218  | 199  | 224  | 273  | 266  |

## Wappen
Das Gemeindewappen zeigt auf rotem Grund zwei goldene Räder, die an zwei ehemalige Wassermühlen auf dem Gemeindegebiet erinnern sollen, und ein silbernes Messer, das aus dem Wappen der Familie und Gemeinde Altenach übernommen wurde.

## Wirtschaft und Infrastruktur
Der Kindergarten Les Courlis wurde 1993 eingeweiht. Er wird von den Gemeinden Buethwiller, Balschwiller und Eglingen gemeinschaftlich genutzt.
Haupterwerbszweige in Buethwiller sind Ackerbau und die Zucht von Hausrindern und Hausschweinen.